# Gösta Frisell
Ernst Gustaf (Gösta) Frisell, född 13 juni 1885 i Falun, död 21 juni 1976, var en svensk militär och företagsledare, också aktiv som kommunalpolitiker.

## Biografi
Gösta Frisell var son till överstelöjtnant Ernst Frisell och hans maka Greta, född Gahn. Han gick först i faderns fotspår och avlade officersexamen vid Dalregementet 1905. Han verkade sedan vid Generalstaben, där han blev kapten 1917, gick över på reservstat 1920 och blev major i armén 1935, samma år som han tog avsked från det militära.
Frisell var 1919–1946 direktör vid Stora Kopparbergs Bergslags Aktiebolag i Falun och 1946–1953 verkställande direktör vid Jernkontoret i Stockholm.
Frisell var 1931–1946 stadsfullmäktiges ordförande i Falun. Under sin tid vid Jernkontoret hade han en lång rad uppdrag inom statsförvaltningen och näringslivet.
Frisell blev 1946 ledamot av Krigsvetenskapsakademien. Han är gravsatt på Skogskyrkogården i Stockholm.

## Gösta Frisells hemliga uppdrag
Under första världskroget hade Frisell ett ytterst hemligt uppdrag, som gör honom till en av signalspaningens pionjärer i Sverige. Sverige var neutralt, men många betraktade Ryssland som en potentiell fiende. I Tyskland hade man tillgång till den kod, som användes vid telegramutväxling inom den ryska utrikestjänsten, och denna trafik gick på telegraflinjer som bland annat passerade Sverige. På tyskt initiativ ingicks ett hemligt avtal, där tyska myndigheter fick tillgång till den ryska telegramtrafiken genom Sverige mot att Sverige fick tillgång till de avkodade telegrammen. Frisell behärskade ryska, och hans uppgift var att fungera som svensk kontaktperson i Berlin. Förbindelsen mellan Stockholm och Berlin gick med tysk diplomatpost, och Frisell försågs med ett falskt namn och tyskt pass för att inte röja hans svenska identitet. Frisells vistelse i Berlin skall ha hållits hemlig också för familj och vänner, men det finns tecken på att hans far, som fram till 1909 varit officer i aktiv tjänst, kände till den. Frisells uppdrag är dokumenterat i Krigsarkivet. Han berörde det aldrig själv under återstoden av sitt liv.

## Hedersbetygelser
- Kommendör av första klassen av Vasaorden
- Riddare av Svärdsorden
- Riddare av Nordstjärneorden
- Kommendör av norska Sankt Olavs orden med stjärna
- Kommendör av Finlands Lejons orden